# Национальная академия правовых наук Украины
Национа́льная акаде́мия правовы́х наук Украи́ны (укр. Національна академія правових наук України) — высшая отраслевая научная  организация  Украины (с 1993 года). До 1993 года академия действовала в статусе общественной организации.

## Основные задачи
Основными задачами академии являются:
- комплексное развитие правовой науки, проведение фундаментальных и прикладных исследований в области государства и права;
- научное обеспечение правотворческой деятельности государственных органов, изучение и обобщение механизмов реализации законодательных актов;
- определение приоритетных направлений развития правового государства, научное обеспечение проводимых реформ, подготовка практических рекомендаций по совершенствованию деятельности органов государственной власти;
- содействие распространению правовой информации, формированию правосознания граждан, развития юридического образования на Украине;
- обобщение мирового опыта правового регулирования общественных отношений;
- интеграция академической, вузовской и отраслевой правовой науки с целью выработки единой политики в этой сфере;
- поддержка талантливых учёных, содействие научному творчеству молодёжи в области права.

## История
В конце 1991 года группа учёных и практических работников выступила с инициативой создания общественного объединения «Академия правовых наук Украины». 4 марта 1992 г. в Харькове в помещении Украинской юридической академии состоялась учредительная конференция Академии, первым её президентом стал ректор Украинской юридической академии Василий Яковлевич Таций. Процесс создания Академии правовых наук Украины как общественной организации завершился официальной регистрацией её Устава Министерством юстиции Украины 31 марта 1992 г.
Академия правовых наук Украины основана как высшее отраслевое научное учреждение «… исходя из необходимости комплексного развития правовой науки и создание научных основ развития украинской государственности …».

В целях содействия дальнейшему комплексному развитию правовой науки, повышения эффективности научных исследований в области государствоведения и права и научного обеспечения правотворческой деятельности органов государственной власти в процессе трансформации политической системы общества, консолидации ведущих научных школ, максимально эффективного использования творческого потенциала работников научных учреждений и профессорско-преподавательского состава высших учебных заведений юридического профиля из разных регионов Украины— согласно Указу президента Украины
В структуре Академии создано четыре региональных центра: Восточный (Харьков), Западный (Львов), Южный (Одесса), Центральный (Киев, на базе действующего Киевского регионального центра Академии) и определено  новое местонахождение руководящих органов Академии — город Харьков.
В 2010 году академии присвоен статус национальной, и в дальнейшем она стала называться «Национальной академией правовых наук Украины».

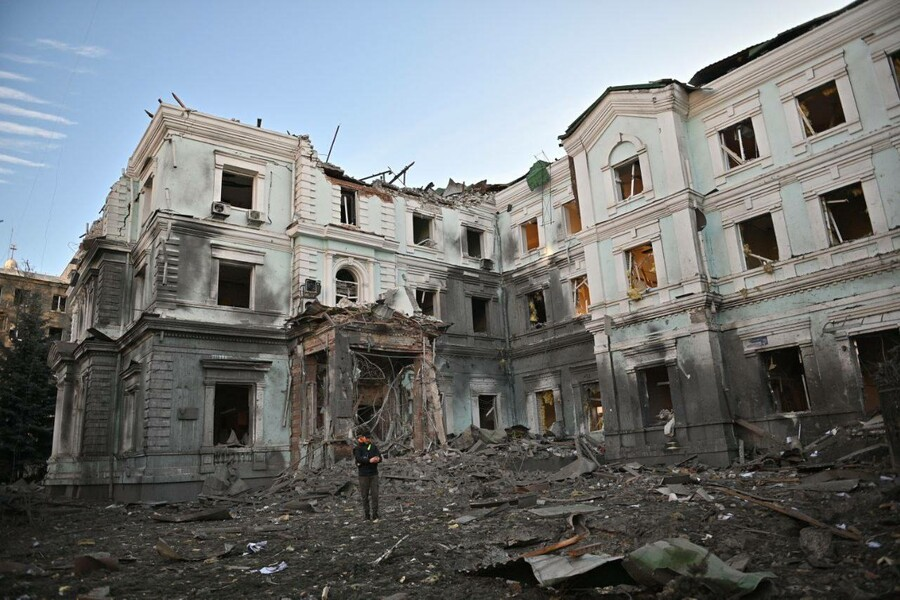
Здание академии на Пушкинской после ракетного удара

23 января 2024 года здание академии в Харькове на Пушкинской было частично разрушено российским ракетным ударом. Одна ракета С-300 пробила крышу и уничтожила центральный холл, вторая оставила воронку во дворе.

## Структура
Академия имеет в своём составе следующие отделения:
- Теории и истории государства и права;
- Государственно-правовых наук и международного права;
- Гражданско-правовых наук;
- Экологического, хозяйственного и аграрного права;
- Уголовно-правовых наук.

Согласно указу президента Украины «Вопрос Академии правовых наук Украины» от 10 февраля 2009 г. № 80/2009, в структуре академии создано отделение проблем государства и конституционного права.
В состав академии входят следующие учреждения и организации:
- Научно-исследовательский институт изучения проблем преступности имени академика В. В. Сташиса (г. Харьков);
- Научно-исследовательский институт частного права и предпринимательства (г. Киев);
- Издательство «Право» (г. Харьков);
- Научно-исследовательский институт государственного строительства и местного самоуправления (г. Харьков);
- Научно-исследовательский институт интеллектуальной собственности (г. Киев);
- Научно-исследовательский центр правовой информатики (г. Киев).

### Внешние ссылки
- Официальный веб-сайт Национальной академии правовых наук Украины